# Rejosari (Kraton)
Rejosari is een bestuurslaag in het regentschap Pasuruan van de provincie Oost-Java, Indonesië. Rejosari telt 3307 inwoners (volkstelling 2010).